# The Buddy Holly Story (álbum)
The Buddy Holly Story es el primer álbum de compilación de Buddy Holly, publicado poco después de su accidente aéreo. Editado en marzo de 1959, un mes después de ese trágico 3 de febrero, este álbum fue publicado por Coral Records.

## Ventas
The Buddy Holly Story tuvo una recepción bastante buena, llegó al puesto n.º 11 en Estados Unidos, y en el Reino Unido fue aún mejor alcanzando el número dos. En 1969 obtuvo el disco de oro en los Estados Unidos, por vender medio millón de copias.
Regularmente se piensa que fue editado un mes después de su muerte para aprovechar la noticia del trágico accidente y así poder tener mejores ventas, pero en realidad este álbum ya estaba en proyecto varias semanas antes del accidente.

## Características
En The Buddy Holly Story tiene canciones que más tarde se transformaron en clásicos de Buddy Holly, como «Peggy Sue», «Maybe Baby», «Rave On», «Oh, Boy!» y el único sencillo número uno en ambos lados del continente, «That'll Be the Day».
Este álbum combina canciones que Buddy Holly había grabado como solista, y también con los primeros éxitos con The Crickets (sobre todo sencillos que llegaron al top 40, del periodo 1957 a 1959), las canciones eran: «That'll Be The Day», «Peggy Sue», «Oh, Boy!», «Maybe Baby», «Rave On», «Think It Over», «Early In The Morning» y «It Doesn't Matter Anymore», más otros sencillos como «Heartbeat» y «Raining In My Heart», y las clásicas como «Everyday» y «It's So Easy».

## Lista de canciones
Lado A
1. «Raining In My Heart»
2. «Early in the Morning»
3. «Peggy Sue»
4. «Maybe Baby»
5. «Everyday»
6. «Rave On»

Lado B
1. «That'll Be the Day»
2. «Heartbeat»
3. «Think It Over»
4. «Oh, Boy!»
5. «It's So Easy»
6. «It Doesn't Matter Anymore»